# Kayabaşı, Beyşehir
Kayabaşı là một thị trấn thuộc huyện Beyşehir, tỉnh Konya, Thổ Nhĩ Kỳ. Dân số thời điểm năm 2011 là 608 người.